# ما وراء الدم (فلم)
ما وراء الدم (بالإنجليزية: Beyond Blood)، هُو فيلم رومانسي نيجيري صدر سنة 2016 وأخرجه غريغ أودوتايو. الفيلم من بطولة كُل من كيهيندي بانكولي وجوزيف بنجامين وبيمبو مانويل وديمي أوكانلاوون وكارول كينغ وShan George.